# Cuadrimomento
En relatividad especial, el cuadrimomento es un cuadrivector que en mecánica relativista desempeña un papel análogo al momento lineal clásico. El cuadrimomento relativista combina el momento lineal de la partícula y su energía, más concretamente, el cuadrimomento de una partícula se define (en coordenadas galileanas) como la masa de la partícula por la cuadrivelocidad de la misma:

{\displaystyle P^{a}=mU^{a}=m\left(\gamma c,\gamma v_{x},\gamma v_{y},\gamma v_{z}\right)=\left({\frac {\gamma mc^{2}}{c}},\gamma mv_{x},\gamma mv_{y},\gamma mv_{z}\right)=\left({E \over c},p_{x},p_{y},p_{z}\right)}

Donde {\displaystyle \gamma mc^{2}=E\,\!} es la energía del cuerpo en movimiento y {\displaystyle c\,\!} es la velocidad de la luz. Nótese que se está utilizando el convenio  {\displaystyle \eta _{\mu \nu }=\operatorname {diag} (1,-1,-1,-1)} para la métrica de Minkowski. 
Calculando la (semi)norma de Minkowski del cuadrimomento resulta en:

{\displaystyle P^{a}P_{a}={E^{2} \over c^{2}}-{\gamma }^{2}m^{2}v^{2}=m^{2}c^{2}}

Como c es una constante, se podría decir que, seleccionando unidades de medida en las cuales c = 1, la (semi)norma de Minkowski del cuadrimomento es igual a la masa del cuerpo. 
La conservación del cuadrimomento origina las tres leyes de conservación clásicas:
1. La energía (p0) es una cantidad conservada.
2. El momento clásico es una cantidad conservada.
3. La norma del cuadrimomento es un escalar conservado independiente del observador.

En las reacciones entre un grupo de partículas aisladas, el cuadrimomento se conserva. La masa de un sistema de partículas puede ser mayor que la suma de la masa de las partículas, debido a que la energía cinética se cuenta como masa. Por ejemplo, si tenemos dos partículas con cuadrimomento {5, 4, 0, 0} y {5, -4, 0, 0} cada una tendría una masa de 3 unidades, pero su masa total sería de 10. Nótese que la (seudo)norma del cuadrivector r = (t, x, y, z) es {\displaystyle {\sqrt {t^{2}-x^{2}-y^{2}-z^{2}}}}.